# Palos Verdes Estates
Palos Verdes Estates – miasto w Stanach Zjednoczonych, w stanie Kalifornia, w hrabstwie Los Angeles, położone na półwyspie Palos Verdes. Zaprojektował je znany amerykański architekt krajobrazu i planista Frederick Law Olmsted Jr. Populacja miasta wynosiła odpowiednio 13 340 mieszkańców w roku 2000 oraz 13 438 w spisie z roku 2010. Według spisu z roku 2000, Palos Verdes Estates zajęło 81 pozycje na liście najbogatszych miejsc w Stanach Zjednoczonych, których liczba mieszkańców przekracza 1000 osób (bazując na dochodzie na osobę). Kod pocztowy 90274, do którego należy Palos Verdes Estates oraz Rolling Hills zajął w rankingu Forbes.com z 2007 roku 47 pozycję wśród najzamożniejszych obszarów mieszkalnych. Miasto znane jest również z wysokiej jakości szkół średnich, które w roku 2000 oraz 2010 zajęły pozycje między 8 a 58 w różnych krajowych rankingach.
Miasto położone jest wzdłuż linii brzegowej Pacyfiku w południowej części Kalifornii. Pomimo kilku dostępnych plaż, na większości nabrzeża dominują wysokie klify. Pomiędzy domami znajdują się trzy godne uwagi plaże do surfingu, do których zaliczają się Haggerty's (skalista plaża obok Neighborhood Church of Palos Verdes), Palos Verdes Bluff Cove Beach na południe od Haggerty's, oraz Lunada Bay, gdzie sporadycznie spotykane są wysokie fale zimowe. Do pozostałych malowniczych miejsc miasta zaliczają się Klub Tenisowy oraz otwarty w 1924 roku Klub Golfowy Palos Verdes (Palos Verdes Golf Club), do którego należy wymagające pole golfowe z osiemnastoma dołkami, zaprojektowany przez George’a C. Thomasa Jra oraz Williama „Billy’ego” Bella. Obydwa obiekty są centralnie położone na planie miasta, a korzystanie z nich jest restrykcyjne i ogranicza się do rekreacyjnego użytku przez mieszkańców-członków klubu oraz gości. Innym osobliwym miejscem w Palos Verdes Estates jest gościniec La Venta Inn, wybudowany w 1923 jako pierwszy budynek na półwyspie Palos Verdes. Budynek zaprojektowali F. Pierpont Davis oraz Walter S. Davis, a ogród bracia Olmstead. Z La Venta Inn można zobaczyć widok linii wybrzeża południowej Kalifornii.

## Historia
Palos Verdes Estates zostało przeznaczone pod parcelację w roku 1923 w wyniku odłączenia obszaru 1300 hektarów od posiadłości Rancho Palos Verdes, która w tamtym czasie zajmowała 6500 hektarów. Bankier Frank A. Vanderslip założył fundusz powierniczy nieruchomości Palos Verdes Estates oraz syndykat zrzeszający ziemie półwyspu Palos Verdes. Firma Commonwealth Trust Company złożyła dokumenty restrykcyjne ochrony obszaru Palos Verdes (Palos Verdes Protective Restrictions) do hrabstwa Los Angeles w 1923 roku. Restrykcje wyznaczyły zasady dla dewelopera i właścicieli ziem. Od dewelopera zażądano przeznaczenia połowy ziem na użytek wspólny, w tym drogi i parki, a także szlaki do jazdy konnej, klub golfowy. W restrykcjach zaznaczono także, że kilka mil obszaru wybrzeża powinno być wolne od zabudowy.
Projektanci Palos Verdes Estates użyli nałożonych na obszar restrykcji jako sposobu na kontrolę rozwoju obszaru, także po tym jak wiele z parcel zostało już sprzedanych. Restrykcje zabroniły na obszarze działalności szkodliwej, jak na przykład przemysł produkujący zanieczyszczenia, a także budowy barów czy cmentarzy. Zabroniono także sprzedaży i wynajmu powierzchni osobom innym niż biali. Komisja do spraw sztuki opiniowała wszystkie plany budowy, regulując wszystkie konstrukcje w odniesieniu do stylu, materiałów, a także detali takich jak kolor i nachylenie dachu. Komisja oceniała także budowę płotów i żywopłotów.
Budynek Malaga Cove Plaza mieszczący Bibliotekę Publiczną Palos Verdes, zaprojektowany przez Myrona Hunta z Pasadeny, został w 1995 roku wpisany na listę narodowego rejestru zasobów kulturowych (National Register of Historic Places).

## Geografia
Według United States Census Bureau, powierzchnia całkowita miasta wynosi 12 km², z czego 100% stanowi ląd.
Półwysep oferuje miejscowym wiele zatoczek, które były użyte w scenerii do filmu Piraci z Karaibów: Skrzynia umarlaka.

## Demografia

### 2010
Według spisu z roku 2010, miasto zamieszkuje 13 438 osób. Gęstość zaludnienia wynosi 1 086,8 osób/km². 77% (10 346 osób) ludności miasta to ludzie biali (w tym 73,4% inni niż Hiszpanie), 1,2% (161 osób) to Afroamerykanie, 1,22% (21 osób) to rdzenni Amerykanie, 17,3% (2 322 osoby) to Azjaci, 0,1% (8 osób) to mieszkańcy z wysp Pacyfiku, 0,7% (94 osoby) to ludność innych ras, 3,6% (486 osób) to ludność wywodząca się z dwóch lub większej ilości ras, 4,7% (631 osób) to Hiszpanie lub Latynosi.
Według spisu 13 421 mieszkańców żyło w gospodarstwach domowych, 17 osób (0,01%) w obiektach nieinstytucjonalnych oraz 0% w obiektach instytucjonalnych.
W mieście znajduje się 5066 gospodarstw domowych, z czego w 1686 (33,3%) z nich znajdują się dzieci poniżej 18 roku życia. 3649 (72%) gospodarstw domowych tworzą małżeństwa przeciwnych płci. 296 (5,8%) stanowią kobiety bez męża, a 138 (2,7%) to mężczyźni bez żony. W mieście znajduje się 91 (1,8%) związków partnerskich przeciwnych płci oraz 26 (0,5%) par lub związków partnerskich tej samej płci. 848 (16,7)% gospodarstw składa się z jednej osoby. W 534 (10,5%) znajdują się samotne osoby powyżej 65 roku życia. Średnia wielkość gospodarstwa domowego wynosi 2,65 osoby, a średnia wielkość rodziny to 2,97 osoby. W mieście znajdują się 4083 (80,6% gospodarstw domowych) rodziny.
Populacja miasta rozkłada się na 3113 (23,2%) osoby poniżej 18 roku życia, 588 (4,4%) osób z przedziału wiekowego 18-24 lat, 1787 (13,3%) osób w wieku od 25 do 44 lat, 4702 (35%) w wieku 45-64 lat i 3248 (24,2%) osób które mają 65 lub więcej lat. Mediana wieku mieszkańców to 49,9 lat. Na każde 100 kobiet przypada 95,2 mężczyzn. Na każde 100 kobiet w wieku 18 lub więcej lat przypada 93 mężczyzn.
W mieście znajdują się 5283 budynki mieszkalne ze średnią gęstością występowania 427,3/km², z których 4496 (88,7%) jest zamieszkanych przez właścicieli a 570 (11,3) przez osoby wynajmujące. Wskaźnik pustostanów dla budynków mieszkalnych własnościowych wynosi 0,7%, dla budynków wynajmowanych 5,6%. 11 958 (89% populacji) mieszkańców mieszka we własnych budynkach mieszkalnych, 1463 (10,9%) w wynajmowanych.
Według spisu z 2010 roku mediana rocznego dochodu gospodarstw domowych wyniosła 152 068 $, a 2,8% populacji żyło poniżej federalnego minimum socjalnego.

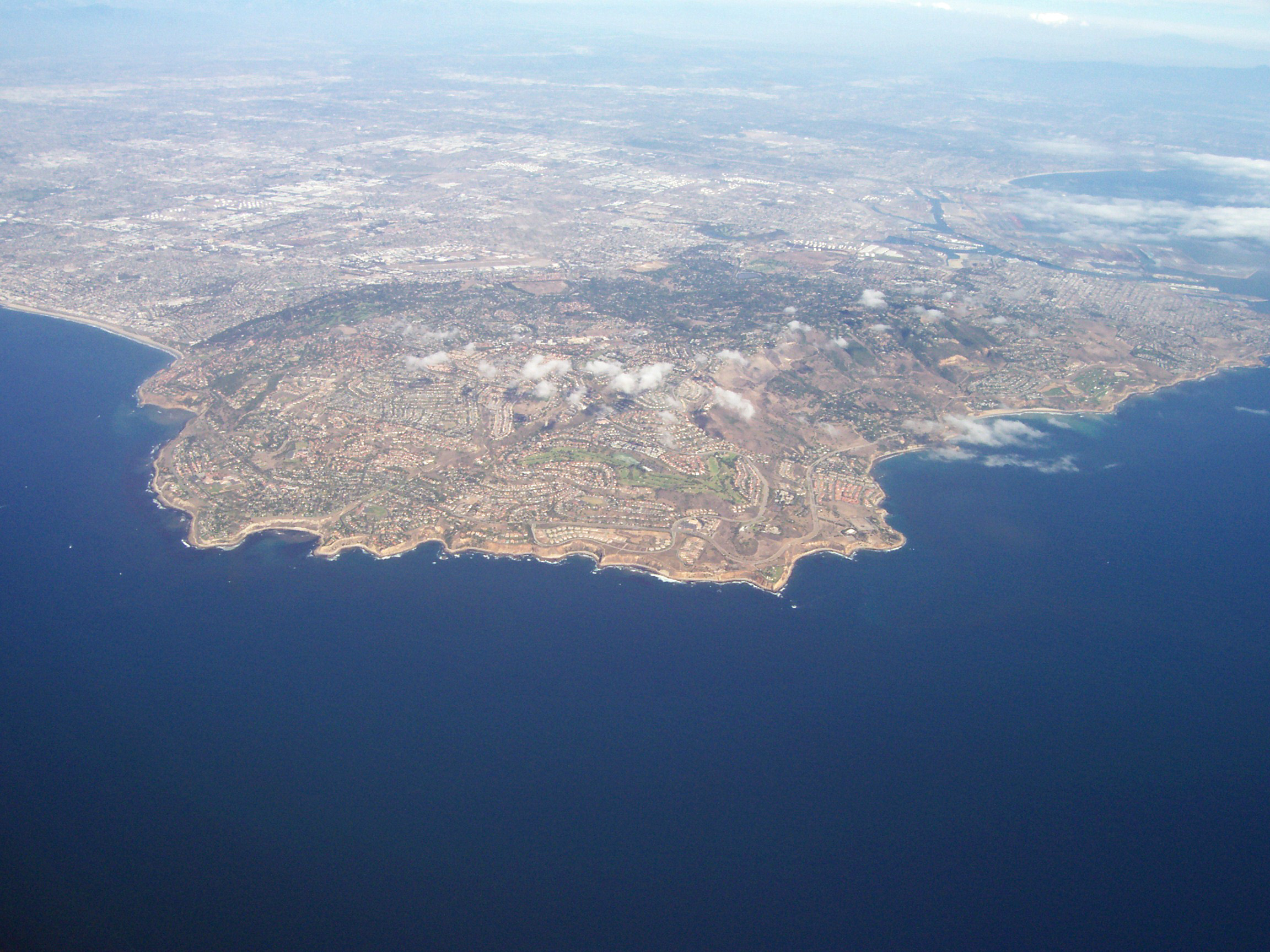
Palos Verdes z lotu ptaka.

### 2000
Według spisu z roku 2000, miasto zamieszkiwało 13 340 osób, które tworzyły 4993 gospodarstwa domowe oraz 4119 rodzin. Gęstość zaludnienia wynosiła 1 075,3 osób/km². Na terenie miasta znajdywało się 5202 budynki mieszkalne o średniej gęstości występowania na poziomie 419,3 budynków/km². 78,32% ludności miasta stanowili ludzie biali, 0,99% Afroamerykanie, 0,13% rdzenni Amerykanie, 17,14% Azjaci, 0,12% mieszkańcy z wysp Pacyfiku, 0,6% ludność innych ras, 2,7% ludność wywodząca się z dwóch lub większej ilości ras, a 2,83% stanowili Hiszpanie lub Latynosi.
W mieście znajdywały się 4993 gospodarstwa domowe, z czego w 32,8% z nich znajdywały się dzieci poniżej 18 roku życia. 75,7% gospodarstw domowych tworzyły małżeństwa. 4,7% stanowiły kobiety bez męża, a 17,5% to nie rodziny. 15% wszystkich gospodarstw składało się z jednej osoby. W 8,2% znajdywały się samotne osoby powyżej 65 roku życia. Średnia wielkość gospodarstwa domowego wynosiła 2,67 osoby, a średnia wielkość rodziny 2,96 osoby.
Populacja miasta rozkładała się na 23,2% osób poniżej 18 roku życia, 4,1% osób z przedziału wiekowego 18-24 lat, 19,8% osób w wieku od 25 do 44 lat, 33% w wieku 45-64 lat i 19% osób które miały 65 lub więcej lat. Mediana wieku mieszkańców wynosiła 47 lat. Na każde 100 kobiet przypadało 63,1 mężczyzn. Na każde 100 kobiet w wieku 18 lub więcej lat przypadało 92,8 mężczyzn.
Mediana rocznego dochodu gospodarstw domowych w mieście wynosiła 123 534 $, a mediana rocznego dochodu rodzin w mieście wyniosła 133 563 $. Średni roczny dochód na osobę wynosił 69 040 $.

### Grupy etniczne
Do roku 1992 na półwysep Palos Verdes przeprowadziło się dużo bogatych osób o korzeniach amerykańsko-koreańskich. Palos Verdes Estates znalazło się wśród pięciu miast rejonu South Bay o największym wskaźniku wzrostu populacji koreańskiej w latach 1980–1990. W roku 1990 w mieście żyło 320 osób narodowości koreańskiej, co stanowi wzrost o 281% w stosunku do roku 1980 (84 osoby).

## Rząd i infrastruktura

### Bezpieczeństwo publiczne
Palos Verdes Estates jest jedynym miastem na półwyspie Palos Verdes, które posiada swój własny departament policji (pozostałe trzy miasta na półwyspie mają umowy z Departamentem Szeryfa hrabstwa Los Angeles i korzystają z posterunku w Lomita). Departament zatrudnia 25 oficerów, którzy są przydzielani do różnych oddziałów, takich jak drogowy, patrolowy czy detektywistyczny. Miasto posiada także własną dyspozytornię i więzienie, które są obsługiwane 24 godziny na dobę.
Usługi zabezpieczenia pożarowego i medycznego są świadczone przez Wydział Pożarowy hrabstwa Los Angeles (Los Angeles County Fire Department), z remizą na terenie miasta.
Wydział Służby Zdrowia hrabstwa Los Angeles zarządza Torrance Health Center w Harbor Gateway niedaleko Torrance i obsługuje Palos Verdes Estates.

## Edukacja

### Szkoły publiczne
Miasto jest obsługiwane przez Zjednoczony Okręg Szkół Półwyspu Palos Verdes (Palos Verdes Peninsula Unified School District). Badanie przeprowadzone przez dziennik The Washington Post nagrodziło 8 pozycją wśród najlepszych amerykańskich prywatnych i publicznych szkół średnich miejscową szkołę Palos Verdes Peninsula High School, która kształci 2400 uczniów. Ta sama szkoła uzyskała 89 miejsce wśród 18 500 amerykańskich szkół średnich w rankingu U.S. News & World Report oraz 146 pozycję w rankingu Newsweeka. W 2014 roku thedailybeast.com nagrodził dwie szkoły średnie z regionu 58 oraz 60 pozycją najlepszych szkół w kraju.
Uczniowie szkół publicznych mogą wybierać pomiędzy Palos Verdes High School w Palos Verdes Estates (Lunada Bay) oraz większą Palos Verdes Peninsula High School, w sąsiednim mieście Rolling Hills Estates. Przed rokiem 2002 uczniowie mogli jedynie korzystać z Palos Verdes Peninsula High School, jako że Palos Verdes High School (pierwotnie wybudowana jako szkoła średnia) została przemianowana na gimnazjum (intermediate school), ze względu na fakt, że nabór nowych uczniów znacznie zmalał w latach 1970–1990. W 2002 roku Palos Verdes High School została ponownie zakwalifikowana jako szkoła średnia aby sprostać zwiększonym naborom na terenie półwyspu Palos Verdes. Wzmożony nabór był efektem przeprowadzania się starszych mieszkańców miasta do mniejszych domów dla seniorów na półwyspie i poza nim, tym samym umożliwiając wprowadzenie się młodszych rodzin do miasta.

### Szkoły prywatne
W mieście operuje także Chadwick School, która jest świecką szkołą typu k-12 założoną w roku 1935. Jej obecnym dyrektorem jest Fredrick „Ted” Hill. Na prośbę rządu Korei Południowej szkoła założyła siostrzaną placówkę w Songdo.

### Biblioteki
W mieście znajduje się biblioteka Malaga Cove Library, zarządzana przez Wydział Bibliotek Palos Verdes (Palos Verdes Library District). 

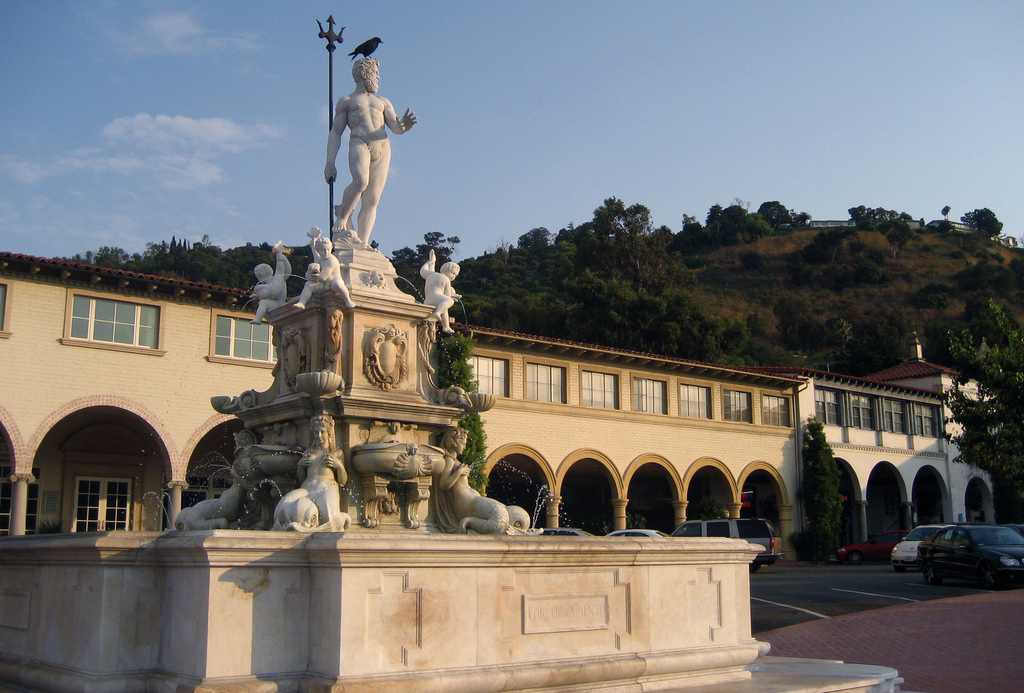
Malaga Cove Plaza

.

## Znani mieszkańcy
- Matt Barnes (ur. 1980) – zawodnik drużyny koszykarskiej Los Angeles Clippers.
- David Benoit (ur. 1953) – muzyk, kompozytor.
- Dan Inosanto (ur. 1936) – instruktor sztuk walki.
- Daniel Levitin (ur. 1957) – muzyk, psycholog, pisarz.
- Shigeru Miyamoto (ur. 1952) – informatyk w firmie Nintendo.
- Donald Peterman (1932–2011) – operator filmowy nominowany do Oscara[22].
- Anderson Silva (ur. 1975) – zawodnik mieszanych sztuk walki[23].
- Gary Wright (ur. 1943) – muzyk.
- Chester Bennington (1976–2017) – wokalista zespołu Linkin Park